# Lamego
Lamego es una ciudad portuguesa perteneciente al distrito de Viseo, en la histórica región de Trás-os-Montes (Norte) y la comunidad intermunicipal Duero, con cerca de 10 900 habitantes. Se sitúa en la margen sur del río Duero.
Es sede de un municipio con 166,71 km² de área y 24 315 habitantes (2021), subdividido en 18 freguesias. El municipio está limitado al norte por los municipios de Mesão Frio y Peso da Régua, al este por Armamar, al sureste por Tarouca, al sudoeste por Castro Daire y al oeste por Resende.

## Demografía
| Gráfica de evolución demográfica de Lamego entre 1849 y 2021 |
|                                                              |
| Datos según el nomenclátor publicado por el INE portugués.   |

## Freguesias
Las freguesias de Lamego son las siguientes:
- Avões
- Bigorne, Magueija e Pretarouca
- Britiande
- Cambres
- Cepões, Meijinhos e Melcões
- Ferreirim
- Ferreiros de Avões
- Figueira
- Lalim
- Lamego (Almacave e Sé)
- Lazarim
- Parada do Bispo e Valdigem
- Penajóia
- Penude
- Samodães
- Sande
- Várzea de Abrunhais
- Vila Nova de Souto d'El-Rei

## Historia
Se trata de una ciudad antiquísima que data del tiempo de los romanos, fue reconquistada definitivamente en 1057 por Fernando I de León a los árabes. Cuando los distritos fueron creados en 1835 por una reforma de Mouzinho da Silveira, Lamego fue inicialmente prevista como sede del distrito; mas en ese mismo año la sede del mismo fue trasladada a Viseo, debido a su situación más céntrica. Es sede de la diócesis de Lamego (la única diócesis portuguesa que no corresponde a una capital de distrito). Hay numerosos monumentos religiosos, dos de los cuales destacan: la Sé Catedral y la Iglesia de São Pedro de Balsemão así como Santuario da Nossa Senhora dos Remédios, que da también el nombre a la Romería anual cuyo día principal es el 8 de septiembre que es también el día patronal municipal.

## Gastronomía
Conocida por su gastronomía en el que destacan el jamón (presunto), así como el "cabrito assado com arroz de forno" (cabrito con arroz asado al horno) y por la producción de vinos, en concreto vino de Oporto, de cuya denominación de origen forma parte de los vinos espumosos.

## Instituciones culturales
- Biblioteca Municipal de Lamego
- Ténis Clube de Lamego

## Patrimonio
- Sé de Lamego

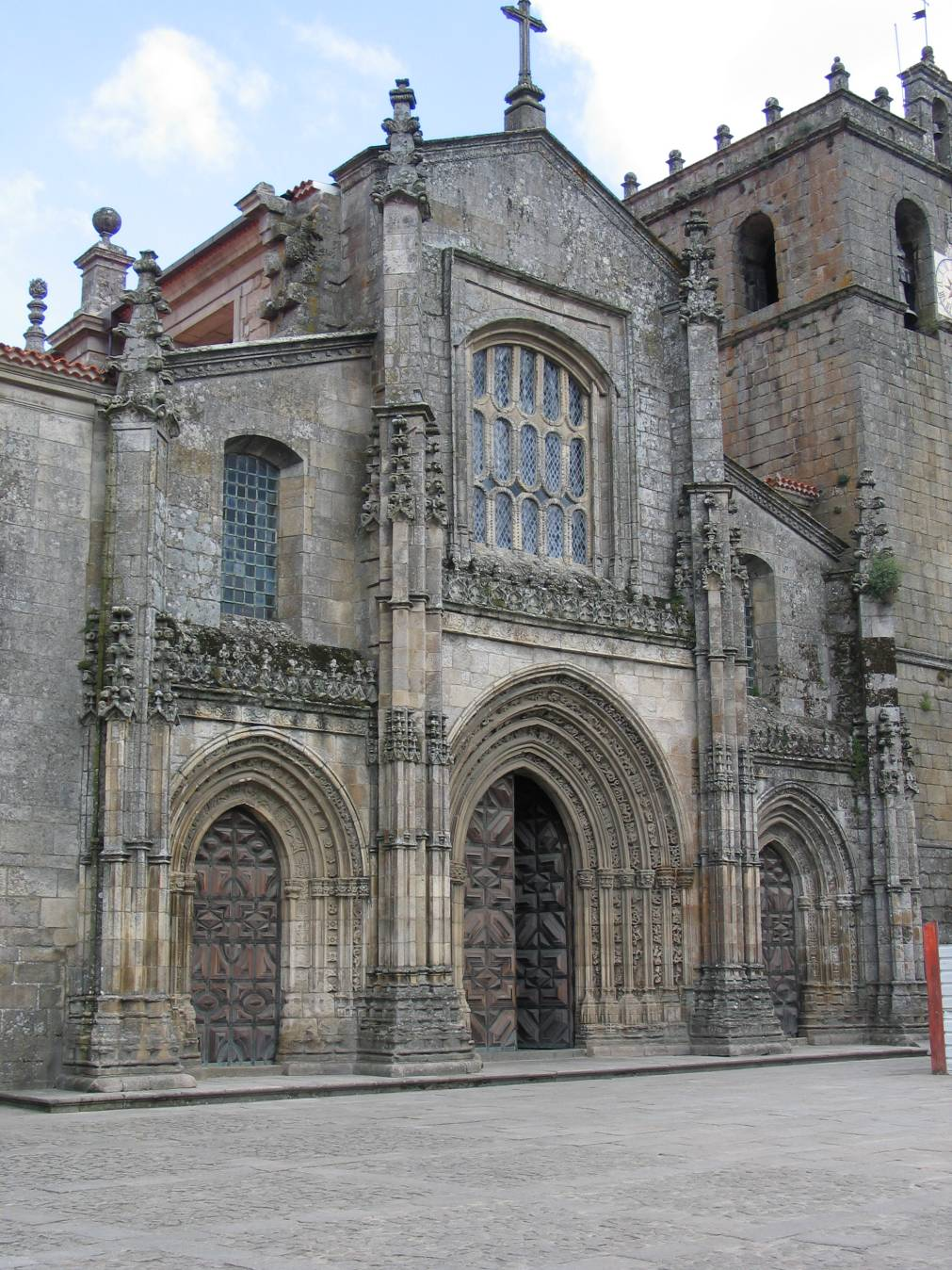
Catedral de Lamego

Catedral que se comenzó a construir en 1159 en estilo originariamente románico, aunque cuenta con remodelaciones posteriores góticas y barrocas.
- Santuario de Nossa Senhora dos Remédios

Iglesia de estilo rococó.
- Basílica de São Pedro de Balsemão